# Alexandru I. Cuza, Călărași
Alexandru I. Cuza este un sat ce aparține orașului Fundulea din județul Călărași, Muntenia, România.

## Istoric
Localitatea a apărut sub numele de Principele Nicolae în perioada interbelică, a primit numele actual în 1948 la instaurarea regimului comunist în țară și a fost dezafectată între 1972 și 1978, deși există încă în legea administrației publice locale și ca atare a primit și un cod poștal la reorganizarea codurilor poștale din 2003.
În prezent, din fostul sat au rămas doar ruinele vechii biserici, în mijlocul câmpului. În interiorul ei, familia preotului Băltărețu (ultimul preot al acestei biserici) a ridicat, în anul 2003, o cruce pe locul fostului altar. Mulți salcâmi ,,se roagă" acum în locul oamenilor de altădată, biserica fiind înghițita de vegetație. Harul Duhului Sfânt se simte încă, venind cu o grămadă de povești din alte lumi apuse...
Cuziștii au fost strămutați în orașul Fundulea, lângă gară, iar strada lor este cunoscută sub denumirea de ,,Strada Cuziștilor" sau ,,La Cuziști".

## Galerie

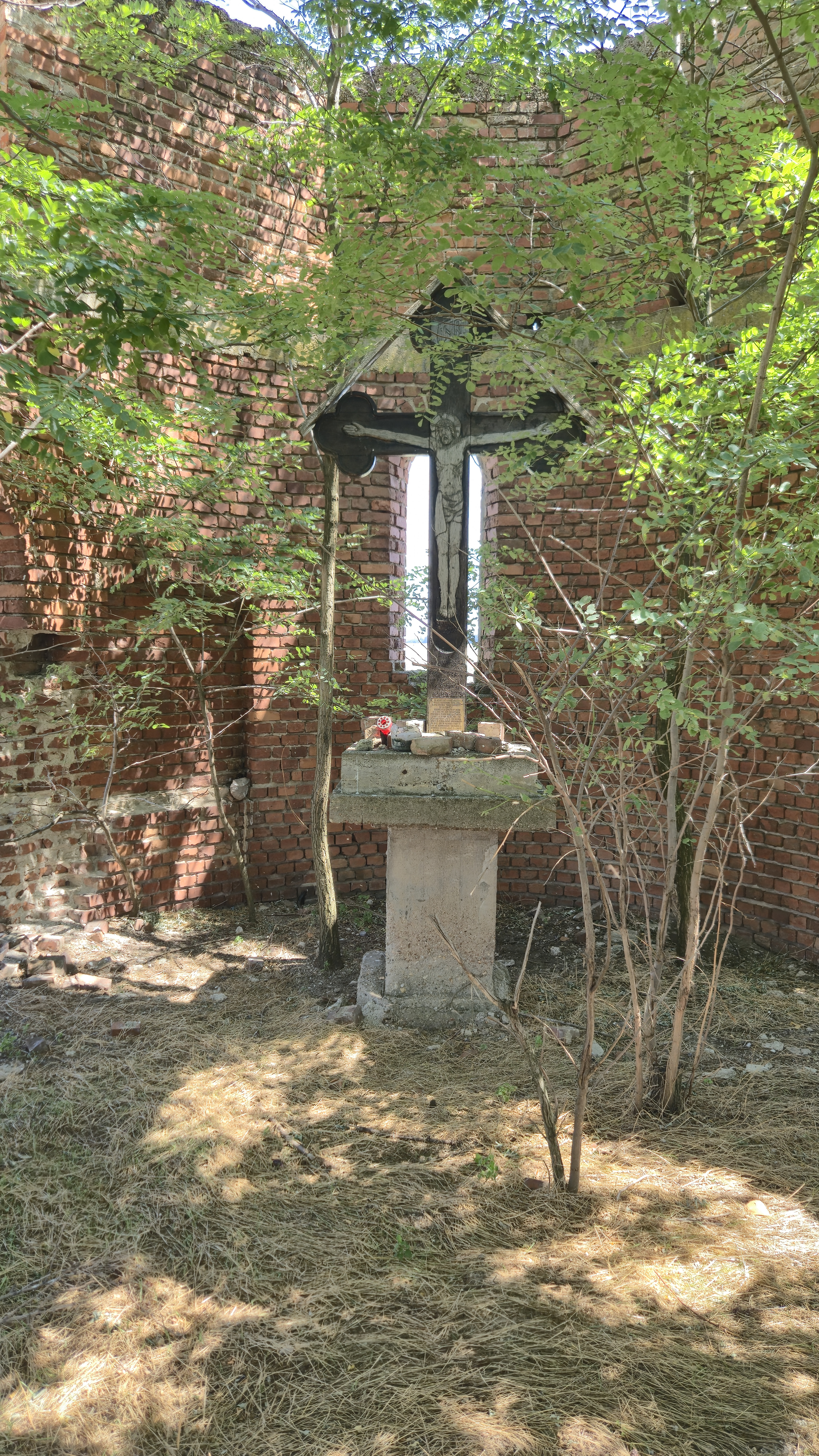
Crucea bisericii, ridicata in anul 2003
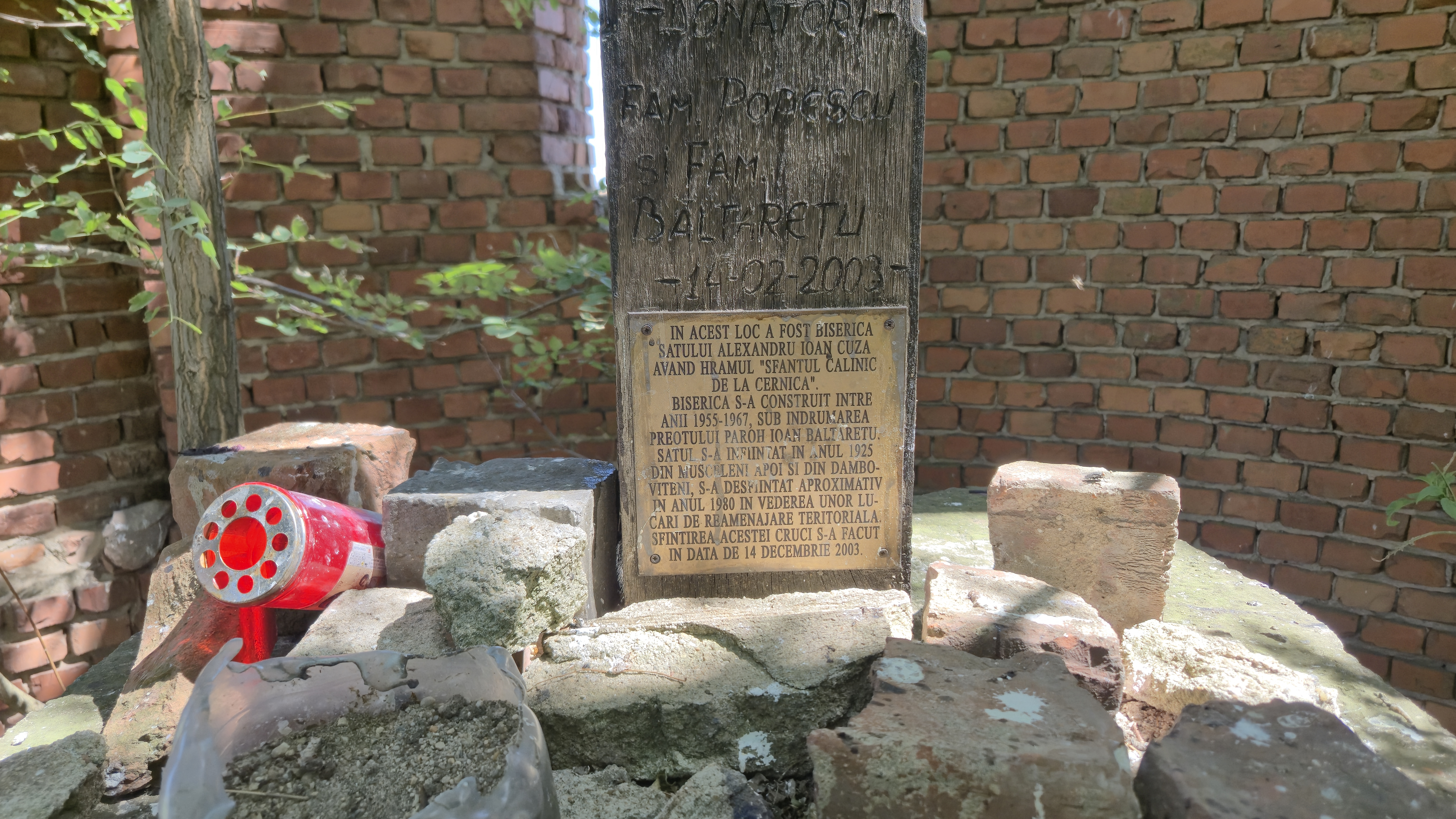
Placa metalica a crucii. In partea de sus este inscriptionat in lemn: DONATORII FAM. POPESCU ȘI FAM. BĂLȚĂREȚU 14.12.2003.